# Dirk van Swaay

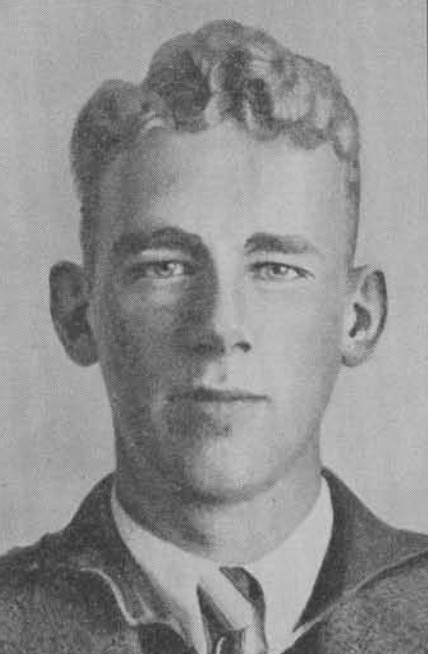
Dirk van Swaay (1921-1941)

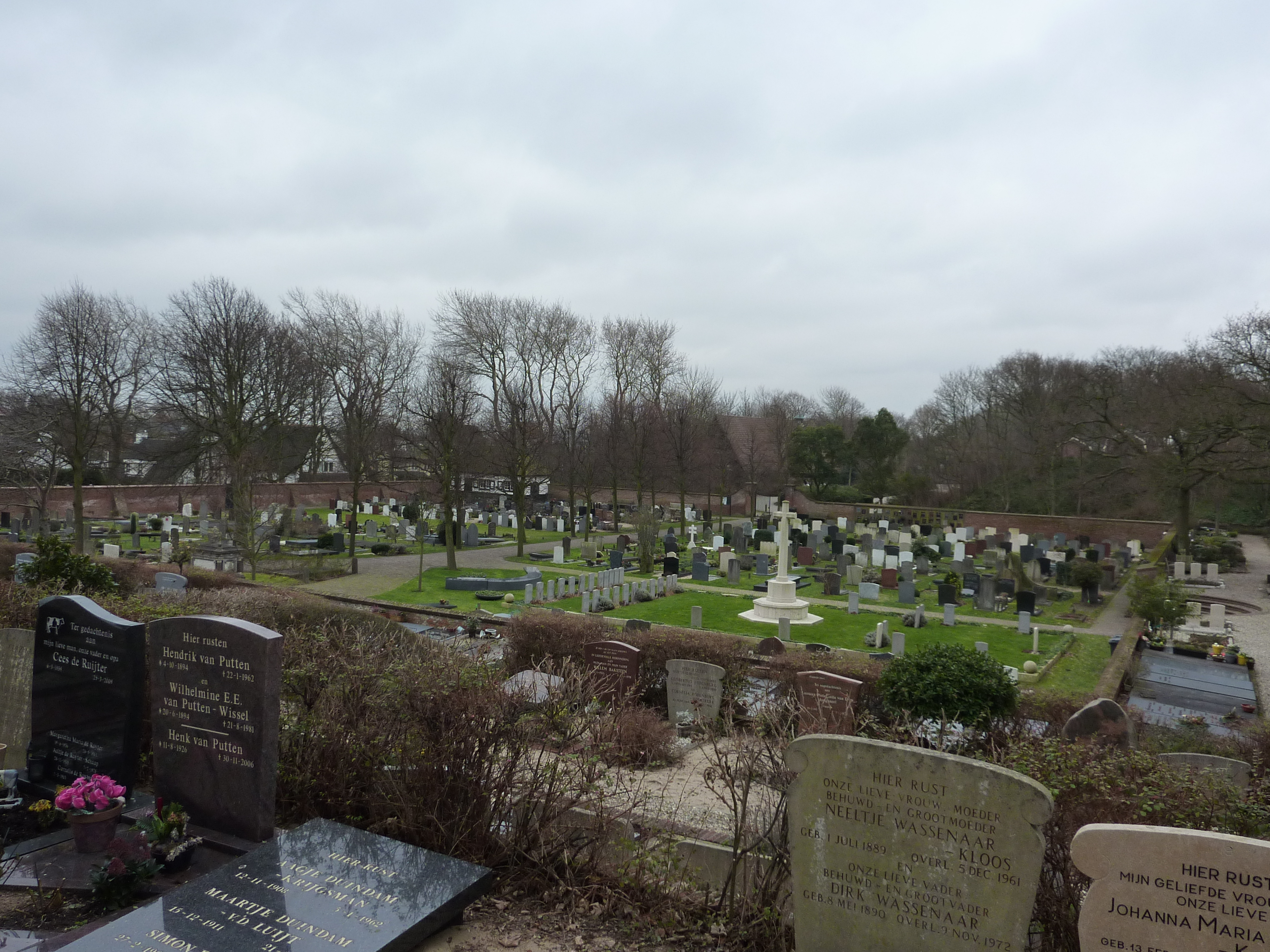
Algemene begraafplaats, Noordwijk

Dirk van Swaay (Soerabaja, 7 augustus 1921 - 1941-1942) was een Delftse student en Engelandvaarder.

## Levensloop
In 1940 was Dirk van Swaay begonnen als student aan de Technische Universiteit in Delft. Al gauw na de meidagen van 1940 raakte Dirk van Swaay bij het verzet betrokken en na enige tijd werd het raadzaam naar Engeland te gaan.
In de nacht van 27 september 1941 wilde hij met een kano van Katwijk naar Engeland varen samen met studiegenoot Paul Eckenhausen. Toen ze bijna in Engeland waren, draaide de wind en dreven ze terug naar Zeeland. Bij Goerree gingen ze aan land. Ze werden gearresteerd en meegenomen naar het politiebureau in Rotterdam. Op een onbewaakt moment kon Van Swaay via een luchtkoker ontsnappen.
De tweede poging die hij ondernam was met Jan van Blerkom, die gezocht werd omdat hij was aangesloten bij de Schoemaker-groep en samen met Charles Hugenholtz de liquidatie van verrader Hugo de Man had uitgevoerd. Ze vertrokken uit Scheveningen en alles leek goed te gaan. Er kwam echter geen bericht van hun veilige aankomst. Een half jaar later met Pinksteren spoelde Van Swaay's lichaam aan op het Noordwijkse strand, hij had een strop om zijn nek. Het lichaam van Jan van Blerkom is nooit gevonden.
Dirk van Swaay is begraven op de Algemene Begraafplaats in Noordwijk aan Zee.